# Virginia Brooks
Virginia Brooks (1886–1929) fue una suffragette y escritora estadounidense que se desempeñó en el área de Chicago en la década de 1900. Escribió dos libros, Little Lost Sister (1914) y My Battles with Vice (1915).

## Biografía
Brooks nació el 11 de enero de 1886 en el vecindario de Hyde Park en Chicago, hija de Oliver H. Brooks y Flora P. Brooks. Cuando empezó a desempeñarse en el activismo político conoció a Ida B. Wells, una suffragette, periodista, feminista y líder del movimiento por los derechos civiles de los afroamericanos. Juntas crearon el club Alpha Suffrage (ASC), un grupo que trabajaba en beneficio del derecho al voto para las mujeres afroamericanas. El primer logro del ASC fue conseguir dinero para enviar a Wells a Washington D. C. a participar en una marcha de sufragistas a nombre del club.
Brooks se trasladó a West Hammond, Illinois, luego de heredar un terreno por parte de su padre. En dicho lugar empezó a luchar por los derechos de la gran población de inmigrantes que habitaba allí. Llegó a ser reconocida como la "Juana de Arco" de West Hammond por sus incansables esfuerzos. Uno de sus primeros movimientos en el activismo político fue la campaña que realizó contra la transición del estatus de West Hammond de un pueblo a una ciudad en 1911. Brooks creía que el pueblo necesitaba estar limpio del vicio y la corrupción antes de que fuera modernizado a un nuevo estilo de gobierno. Ella sola localizó a los corruptos dueños de tabernas que estaban administrando la ciudad y comenzó su reforma. Su lema para la reforma era: "Vote por un pueblo. No se puede hacer una ciudad honesta de un pueblo deshonesto. Limpie primero."  La campaña fue en última instancia un fracaso, pero el pueblo se convirtió en un santuario en parte gracias a su trabajo. West Hammond finalmente se convirtió en Calumet City en 1923. 
En sus últimos años, Brooks viajó a Portland con su hijo, Walter. Falleció el 15 de junio de 1929.